# Дженніфер Джейсон Лі
Дженніфер Джейсон Лі (англ. Jennifer Jason Leigh; 5 лютого 1962) — американська акторка.

## Біографія
Дженніфер Лі Морроу народилася 5 лютого 1962 року в Голлівуді. Батько Вік Морроу був актором російсько-єврейського походження, мати Барбара Тернер — сценаристом і акторкою. Батьки розлучилися, коли їй було два роки. Навчалася в середній школі Palisades High School. З 14 років почала брати уроки акторської майстерності на заняттях Лі Страсберга. На початку кар'єри взяла псевдонім Дженніфер Джейсон Лі, щоб самостійно домогтися визнання без асоціацій з батьком. Середнє ім'я Джейсон взяла на честь актора Джейсона Робардса, друга сім'ї Морроу.
Дебютувала в дев'ятирічному віці у фільмі «Tod eines Fremden» (1976), потім працювала на телебаченні. На початку 1980-х починає грати головні ролі у фільмах «Найкраща дівчинка у світі» (1981), «Круті часи в „Ріджмонт Хай“» (1982). Також відома своїми ролями у таких фільмах, як «Плоть і кров» (1985) Пола Верховена, «Зворотна тяга» (1991) Рона Говарда, «Короткі історії» (1993) Роберта Альтмана, «Підручний Гадсакера» (1994) братів Коен, «Екзистенція» (1999) Девіда Кроненберга.

## Особисте життя
З 2 вересня 2005 по 17 вересня 2013 рік її чоловіком був режисер Ной Баумбах, у них народився син Ромер Еммануель Баумбах (17 березня 2010).

## Фільмографія

### Фільми
| Рік  |     | Українська назва            | Оригінальна назва                  | Роль                             |
| ---- | --- | --------------------------- | ---------------------------------- | -------------------------------- |
| 1981 | ф   |                             | Eyes of a Stranger                 | Трейсі Гарріс                    |
| 1982 | ф   |                             | Wrong Is Right                     | молода дівчина                   |
| 1982 | ф   | Круті часи в «Ріджмонт Хай» | Fast Times at Ridgemont High       | Стейсі Гамільтон                 |
| 1983 | ф   | Легкі гроші                 | Easy Money                         | Елісон Капулетті                 |
| 1984 | ф   | Грендв'ю, США               | Grandview, U.S.A.                  | Кенді Вебстер                    |
| 1985 | ф   | Плоть і кров                | Flesh+Blood                        | Агнес                            |
| 1986 | ф   | Попутник                    | The Hitcher                        | Неш                              |
| 1986 | ф   |                             | The Men's Club                     | Тенесі                           |
| 1987 | ф   |                             | Sister, Sister                     | Люсі Боннард                     |
| 1987 | ф   | Під прикриттям              | Under Cover                        | Таніль Лару                      |
| 1988 | ф   | Серце півночі               | Heart of Midnight                  | Керол Ріверс                     |
| 1989 | ф   | Велика картина              | The Big Picture                    | Лідія Джонсон                    |
| 1989 | ф   |                             | Last Exit to Brooklyn              | Тралала                          |
| 1990 | ф   | Маямі Блюз                  | Miami Blues                        | Сьюзі Вагонер                    |
| 1991 | ф   | Зворотна тяга               | Backdraft                          | Дженніфер Вайткус                |
| 1991 | ф   |                             | Crooked Hearts                     | Маріет Гофман                    |
| 1991 | ф   |                             | Rush                               | Крістен Кейтс                    |
| 1992 | ф   | Самотня біла жінка          | Single White Female                | Гедра 'Хеді' Карлсон / Еллен Беш |
| 1993 | ф   | Короткі історії             | Short Cuts                         | Лоїс Кайзер                      |
| 1994 | ф   | Місіс Паркер і порочне коло | Mrs. Parker and the Vicious Circle | Дороті Паркер                    |
| 1994 | ф   | Підручний Гадсакера         | The Hudsucker Proxy                | Емі Арчер                        |
| 1995 | ф   | Долорес Клейборн            | Dolores Claiborne                  | Селена Сент-Джордж               |
| 1995 | ф   | Джорджія                    | Georgia                            | Саді Флуд                        |
| 1996 | ф   | Канзас-Сіті                 | Kansas City                        | Блонді О'Хара                    |
| 1996 | ф   |                             | Bastard Out of Carolina            | Енні Ботрайт                     |
| 1997 | ф   | Площа Вашингтона            | Washington Square                  | Кетрін Слопер                    |
| 1997 | ф   |                             | A Thousand Acres                   | Керолайн Кук                     |
| 1999 | ф   | Екзистенція                 | eXistenZ                           | Аллегра Геллер                   |
| 2000 | ф   | Король живий                | The King Is Alive                  | Джина                            |
| 2000 | ф   |                             | Skipped Parts                      | Лідія Каллахан                   |
| 2001 | ф   | Людина, якої не було        | The Man Who Wasn't There           | ув'язнена                        |
| 2001 | ф   | Річниця                     | The Anniversary Party              | Саллі Терріан                    |
| 2001 | ф   | Давай зробимо це швидко     | The Quickie                        | Ліза                             |
| 2002 | мф  | Арнольд!                    | Hey Arnold! The Movie              | Бріджит                          |
| 2002 | ф   | Проклятий шлях              | Road to Perdition                  | Енні Салліван                    |
| 2003 | ф   |                             | In the Cut                         | Поліна                           |
| 2004 | ф   | Машиніст                    | The Machinist                      | Стіві                            |
| 2004 | ф   | Паліндроми                  | Palindromes                        | Марк Авіва                       |
| 2004 | ф   |                             | Childstar                          | Сюзанна                          |
| 2005 | ф   | Піджак                      | The Jacket                         | доктор Бет Лоренсон              |
| 2005 | ф   |                             | Rag Tale                           | Мері Джозефіна Мортон            |
| 2007 | ф   | Марго на весіллі            | Margot at the Wedding              | Поліна                           |
| 2008 | ф   | Нью-Йорк, Нью-Йорк          | Synecdoche, New York               | Марія                            |
| 2010 | ф   | Ґрінберґ                    | Greenberg                          | Бет                              |
| 2013 | ф   | Захоплюючий час             | The Spectacular Now                | Сара                             |
| 2013 | ф   | Убий своїх коханих          | Kill Your Darlings                 | Наомі Гінсберг                   |
| 2013 | ф   |                             | The Moment                         | Лі                               |
| 2013 | ф   |                             | Hateship, Loveship                 | Хлоя                             |
| 2013 | ф   |                             | Jake Squared                       | Шеріл                            |
| 2014 | ф   | Ласкаво просимо до мене     | Welcome to Me                      | Деб Мозлі                        |
| 2015 | мф  | Аномаліза                   | Anomalisa                          | Ліза                             |
| 2015 | ф   | Мерзенна вісімка            | The Hateful Eight                  | Дейзі Домерг                     |
| 2016 | ф   | Морган                      | Morgan                             | Кеті Гріфф                       |
| 2016 | ф   | Ліндон Джонсон              | LBJ                                | Леді Бьорд Джонсон               |
| 2017 | ф   | Гарні часи                  | Good Time                          | Корі                             |
| 2017 | ф   | Амітівіль: Пробудження      | Amityville: The Awakening          | Джоан Уокер                      |
| 2018 | ф   | Анігіляція                  | Annihilation                       | психолог                         |
| 2018 | ф   | Білий хлопець Рік           | White Boy Rick                     | Алекс Снайдер                    |
| 2019 | док |                             | QT8: The First Eight               | у ролі самої себе                |
| 2020 | ф   | Володар                     | Possessor                          | Гірдер                           |
| 2021 | ф   | Жінка у вікні               | The Woman in the Window            | Джейн Расселл                    |
| 2021 | ф   | Не спати                    | Awake                              | Мерфі                            |
| 2022 | ф   |                             | Sharp Stick                        | Мерилін                          |
| 2023 | ф   | Чистильник басейнів         | Poolman                            | Сьюзан                           |
| 2026 | ф   | Злочин 101                  | Crime 101                          |                                  |

### Телебачення
| Рік       |    | Українська назва          | Оригінальна назва                 | Роль                                         |
| --------- | -- | ------------------------- | --------------------------------- | -------------------------------------------- |
| 1977      | с  |                           | Baretta                           | Марсі (Епізод: "Open Season")                |
| 1978      | с  |                           | Family                            | Дженні Блер (Епізод: "And Baby Makes Three") |
| 1978      | с  |                           | The Wonderful World of Disney     | Хізер (Епізод: "The Young Runaways")         |
| 1981      | тф | Найкраща дівчинка у світі | The Best Little Girl in the World | Кейсі Пауелл                                 |
| 1990      | тф | Похований живцем          | Buried Alive                      | Джоанна Гудман                               |
| 1998      | мс | Король гори               | King of the Hill                  | Емі (озвучення, Епізод: "I Remember Mono")   |
| 1998      | мс | Геркулес                  | Hercules                          | Темпест (озвучення, 4 епізоди)               |
| 1999      | мс | Супермен                  | Superman: The Animated Series     | Сетея (озвучення, Епізод: "Absolute Power")  |
| 1999      | мс | Спаун                     | Spawn                             | Лілі (озвучення, 2 епізоди)                  |
| 2001      | с  | Фрейзер                   | Frasier                           | Естель (Епізод: "The Two Hundredth")         |
| 2002      | тф |                           | Crossed Over                      | Карла Фей Такер                              |
| 2009—2012 | с  | Косяки                    | Weeds                             | Джил Прайс-Грей (16 епізодів)                |
| 2012      | с  | Помста                    | Revenge                           | Кара Кларк-Мерфі (7 епізодів)                |
| 2017      | с  | Твін Пікс: Повернення     | Twin Peaks: The Return            | Шанталь Гатченс (6 епізодів)                 |
| 2017—2021 | с  | Нетиповий                 | Atypical                          | Ельза Ґарднер (38 епізодів)                  |
| 2018      | с  | Патрік Мелроуз            | Patrick Melrose                   | Елеонор Мелроуз (5 епізодів)                 |
| 2019      | с  | Коханці                   | The Affair                        | Аделін Тейлор (2 епізоди)                    |
| 2021      | с  | Історія Лізі              | Lisey's Story                     | Дарла Дебушер (8 епізодів)                   |
| 2023      | с  | Мисливці                  | Hunters                           | Чава Апфельбаум (8 епізодів)                 |
| 2023—2024 | с  | Фарґо                     | Fargo                             | Лорейн (10 епізодів)                         |

## Нагороди та номінації
| Нагорода                          | Рік  | Категорія                                         | Робота                      | Результат |
| --------------------------------- | ---- | ------------------------------------------------- | --------------------------- | --------- |
| Оскар                             | 2016 | Найкраща жіноча роль другого плану                | Мерзенна вісімка            | Номінація |
| BAFTA                             | 2016 | Найкраща жіноча роль другого плану                | Мерзенна вісімка            | Номінація |
| Золотий глобус                    | 1995 | Найкраща жіноча роль — драма                      | Місіс Паркер і порочне коло | Номінація |
| Золотий глобус                    | 2016 | Найкраща жіноча роль другого плану — кінофільм    | Мерзенна вісімка            | Номінація |
| Супутник                          | 1999 | Найкраща акторка мінісеріалу або телефільму       | Війна у затоці              | Номінація |
| Супутник                          | 2019 | Найкраща акторка другого плану — телебачення      | Патрік Мелроуз              | Номінація |
| Супутник                          | 2022 | Найкраща акторка телесеріалу — комедія або мюзикл | Нетиповий                   | Номінація |
| Кінопремія «Вибір критиків»       | 2016 | Найкраща жіноча роль другого плану                | Мерзенна вісімка            | Номінація |
| Кінопремія «Вибір критиків»       | 2016 | Найкращий акторський склад                        | Мерзенна вісімка            | Номінація |
| AACTA International Awards        | 2016 | Найкраща жіноча роль другого плану                | Мерзенна вісімка            | Номінація |
| Національна рада кінокритиків США | 2015 | Найкраща жіноча роль другого плану                | Мерзенна вісімка            | Перемога  |
| MTV Movie Awards                  | 1993 | Найкращий злодій                                  | Самотня біла жінка          | Перемога  |
| Сатурн                            | 1996 | Найкраща акторка другого плану                    | Долорес Клейборн            | Номінація |